# Scoglio il Morto
Lo scoglio il Morto è un'isola dell'Italia, in Sardegna.